# Computerworld
Computerworld（缩写为CW）是一個在美國出版的信息技術媒體和雜誌，該媒體原本發行紙質版，2014年開始以数字化形式出版。許多國家有類似名稱的計算機雜誌，例如中华人民共和国的計算機世界，但這些國家的雜誌互不隸屬且獨立出版  。Computerworld的母公司是国际数据集团 。